# Coelho-asiático
O coelho-asiático (Caprolagus hispidus) é um mamífero da família dos leporídeos. Esse leporídeo é classificado muitas vezes como um coelho, mas a grande maioria os cataloga como lebres. Habita os pés da cordilheira Himalaia de Uttar Pradesh (Índia), Nepal, Bengala Ocidental, Assam ao noroeste de Bangladesh.